# Móvil (física)
En el ámbito físico se entiende por móvil al objeto en movimiento del que se quiere estudiar su trayectoria o las fuerzas que lo acompañan.
Este concepto tiene especial interés en dinámica y cinemática, dado que el objeto del estudio es precisamente un objeto móvil. Para simplificar su estudio, en ocasiones el móvil se reduce a un punto teórico donde se concentra toda la masa y sobre el que intervienen las fuerzas y que se desplaza dentro de un sistema de referencia. Si no se hace esta simplificación y el móvil es un objeto tridimensional, podemos plantearnos también estudiar movimientos de rotación sobre su centro de gravedad.

- Datos: Q6036311